# Euangerona
Euangerona là một chi bướm đêm thuộc họ Geometridae.

## Các loài
- Euangerona tristis
- Euangerona umbrosa
- Euangerona valdiviae